# Уварково
Уварково — деревня в Череповецком районе Вологодской области.
Входит в состав Ягановского сельского поселения, с точки зрения административно-территориального деления — в Ягановский сельсовет.
Расстояние по автодороге до районного центра Череповца — 31 км, до центра муниципального образования Яганово — 1 км. Ближайшие населённые пункты — Яганово, Хлебаево, Малое Яганово.
По данным переписи в 2002 году постоянного населения не было.